# Chelobasis
Chelobasis là một chi bọ cánh cứng trong họ Chrysomelidae.
Chi này được Gray miêu tả khoa học năm 1832.

## Các loài
Các loài trong chi này gồm:
- Chelobasis aemulus (Waterhouse, 1881)
- Chelobasis bicolor Gray, 1832
- Chelobasis laevicollis (Waterhouse, 1879)
- Chelobasis perplexa (Baly, 1858)